# Wincenty Gnoiński
Wincenty Gnoiński herbu Warnia (zm. 6 listopada 1911) – ziemianin, działacz gospodarczy, poseł do galicyjskiego Sejmu Krajowego
Ziemianin, właściciel dóbr Krasne. Członek i działacz Galicyjskiego Towarzystwa Gospodarskiego, członek jego Komitetu (10 czerwca 1877 – 24 czerwca 1878).
Poseł do Sejmu Krajowego Galicji V, VI i VII kadencji (1882–1901), wybrany w I kurii obwodu Złoczów, z okręgu wyborczego Złoczówj.